# Nissan Formula E Team
Il Nissan Formula E Team è il reparto corse della casa automobilistica giapponese Nissan nella Formula E. È stato fondato nell'aprile 2022, quando la Nissan ha rilevato la struttura dalla DAMS, che ne aveva precedentemente gestito le operazioni.
A partire dall'11 stagione di Formula E, Dynisma fornirà un nuovo importante strumento al team Nissan, un simulatore di gara personalizzato che aiuterà il team ad essere più competitivi. 

## Storia
La DAMS aveva debuttato in Formula E nel 2014 come team ufficiale Renault, aggiudicandosi con la casa francese tre titoli scuderie (2014-2015, 2015-2016 e 2016-2017) e un titolo piloti (2015-2016). Nel 2018 Nissan ha ereditato il programma di Renault, che si è invece concentrata sulla Formula 1. Nell'aprile 2022 Nissan ha infine scelto di acquisire le strutture di Formula E dalla DAMS, decretandone la definitiva uscita dal progetto.

### 2022-23
La neonata squadra si è presentata ai nastri di partenza della 2022-2023 con il nome di Nissan Formula E Team. La formazione di piloti era completamente rinnovata rispetto all'anno precedente, con gli ingaggi dei francesi Norman Nato (in uscita dalla Jaguar) e Sacha Fenestraz (proveniente dalla Dragon Racing). Alla sua stagione d'esordio il team si è classificato al quinto posto finale, ottenendo come miglior risultato un secondo posto all'E-Prix di Roma. Nato e Sacha Fenestraz si sono classificati rispettivamente al 10º e 16º posto.

### 2023-24
A fine 2023 è stato ingaggiato Oliver Rowland, che già aveva corso con Nissan e.dams dal 2018 al 2021, in sostituzione di Nato. Proprio il britannico ha disputato un'ottima stagione, venendo costretto ad abbandonare la lotta per il titolo dopo aver saltato l'E-Prix di Portland per problemi di salute. Si classifica al quarto posto finale, permettendo alla scuderia di ottenere lo stesso piazzamento in classifica scuderie. Fenestraz si classifica invece al 17º posto.

### 2024-25
La stagione 2024-25 si apre con la conferma di Oliver Rowland e il ritorno di Norman Nato. Sacha Fenestraz saluta quindi il team dopo due stagioni. Il campionato si rivela il migliore in termini di risultati, a coronare la stagione è la vittoria in casa all'E-Prix di Tokyo conquistata da Rowland. Nato, a causa dello scontro con la 6 Ore di San Paolo del campionato WEC, salta l'E-Prix di Berlino. Al suo posto corre Sérgio Sette Câmara, terzo pilota del team.

## Risultati
| Anno      | Telaio         | Motore            | Batterie                   | Gomme | No. | Pilota              | 1   | 2   | 3   | 4   | 5   | 6   | 7   | 8   | 9   | 10  | 11  | 12  | 13  | 14  | 15  | 16  | PS | Punti |
| --------- | -------------- | ----------------- | -------------------------- | ----- | --- | ------------------- | --- | --- | --- | --- | --- | --- | --- | --- | --- | --- | --- | --- | --- | --- | --- | --- | -- | ----- |
| 2022-2023 | Spark Gen3     | Nissan e-4ORCE 04 | McLaren Electronic Systems | H     |     |                     | MEX | DIR | DIR | HYD | CAP | SPL | BER | BER | MON | GIA | GIA | POR | ROM | ROM | LON | LON | 7° | 95    |
| 2022-2023 | Spark Gen3     | Nissan e-4ORCE 04 | McLaren Electronic Systems | H     | 17  | Norman Nato         | Rit | 12  | 14  | 7   | 8   | Rit | 13  | 16  | 18  | 12  | 5   | 9   | 7   | 2   | 8   | 4   | 7° | 95    |
| 2022-2023 | Spark Gen3     | Nissan e-4ORCE 04 | McLaren Electronic Systems | H     | 23  | Sacha Fenestraz     | 15  | 17  | 8   | 12  | NC  | Rit | 12  | 11  | 4   | 19  | 4   | 15  | 10  | 16  | Rit | 15  | 7° | 95    |
| 2023-2024 | Spark Gen3     | Nissan e-4ORCE 04 | McLaren Electronic Systems | H     |     |                     | MEX | DIR | DIR | SPL | TOK | MIS | MIS | MON | BER | BER | SHA | SHA | POR | POR | LON | LON | 4° | 182   |
| 2023-2024 | Spark Gen3     | Nissan e-4ORCE 04 | McLaren Electronic Systems | H     | 22  | Oliver Rowland      | 11  | 13  | 3   | 3   | 2   | 1   | Rit | 6   | 3   | 6   | 4   | 10  | INF | INF | 15  | 1   | 4° | 182   |
| 2023-2024 | Spark Gen3     | Nissan e-4ORCE 04 | McLaren Electronic Systems | H     | 22  | Caio Collet         |     |     |     |     |     |     |     |     |     |     |     |     | 18  | 16  |     |     | 4° | 182   |
| 2023-2024 | Spark Gen3     | Nissan e-4ORCE 04 | McLaren Electronic Systems | H     | 23  | Sacha Fenestraz     | 12  | Rit | 6   | 11  | 11  | 9   | 5   | 8   | 9   | Rit | 11  | 14  | 15  | 18  | 14  | 15  | 4° | 182   |
| 2024-25   | Spark Gen3 EVO | Nissan e-4ORCE 04 | McLaren Electronic Systems | H     |     |                     | SAP | MEX | GED | GED | MIA | MON | MON | TOK | TOK | SHA | SHA | GIA | BER | BER | LON | LON | 2º | 191   |
| 2024-25   | Spark Gen3 EVO | Nissan e-4ORCE 04 | McLaren Electronic Systems | H     | 17  | Norman Nato         | 13  | 13  | 17  | 15  | 6   | 14  | 13  | 15  | 17  | 6   | 21  | 14  |     |     |     |     | 2º | 191   |
| 2024-25   | Spark Gen3 EVO | Nissan e-4ORCE 04 | McLaren Electronic Systems | H     | 17  | Sérgio Sette Câmara |     |     |     |     |     |     |     |     |     |     |     |     |     |     |     |     | 2º | 191   |
| 2024-25   | Spark Gen3 EVO | Nissan e-4ORCE 04 | McLaren Electronic Systems | H     | 23  | Oliver Rowland      | 14  | 1   | 2   | 1   | 10  | 1   | 2   | 2   | 1   | 5   | 13  | 10  |     |     |     |     | 2º | 191   |